# فالانوک شرقی
فالانوک شرقی (نام علمی: Eupleres goudotii) نام یک گونه از تیره گربه‌زبادان ماداگاسکار است.